# Corytoplectus schlimii
Corytoplectus schlimii är en tvåhjärtbladig växtart som först beskrevs av Jules Émile Planchon och Jean Jules Linden, och fick sitt nu gällande namn av Wiehler. Corytoplectus schlimii ingår i släktet Corytoplectus och familjen Gesneriaceae. Inga underarter finns listade i Catalogue of Life.